# 5′-Nukleotidase
Die 5'-Nukleotidase ist ein Enzym aus der Gruppe der Nukleotidasen und ein Oberflächenprotein.

## Eigenschaften
Die 5'-Nukleotidase hydrolysiert Nukleotide außerhalb von Zellen zu Nukleosiden, die anschließend durch die Zellmembran ins Innere der Zelle transportiert werden können. Sie hydrolysiert unter anderem AMP, NAD und NMN zu den jeweiligen Nukleosiden. Als Cofaktor werden Zn2+-Ionen gebunden. Die 5'-Nukleotidase ist glykosyliert und besitzt einen GPI-Anker. Durch die Hydrolyse von AMP wird Adenosin gebildet, welches an den Adenosinrezeptor bindet und zu Gefäßerweiterung, Entzündungshemmung, Gerinnungshemmung und zu einer Hemmung von adrenergen Wirkungen führt.
Die 5'-Nukleotidase ist beteiligt an der Toxin-induzierten Fibrose der Leber. Sie ist ein Zelltypmarker für die Entwicklung von Lymphozyten.
Gendefekte der 5'-Nukleotidase führen zu einer Kalkablagerung in Gelenken und Arterien (engl. calcification of joints and arteries, CALJA).